# Aston Martin Vantage (1972)
Aston Martin heeft de naam Vantage door de jaren heen voor meerdere voertuigen gebruikt, meestal om een sportievere versie van een ander model aan te duiden. Van 1972 tot 1973 was de Vantage echter een apart model.

## Historiek

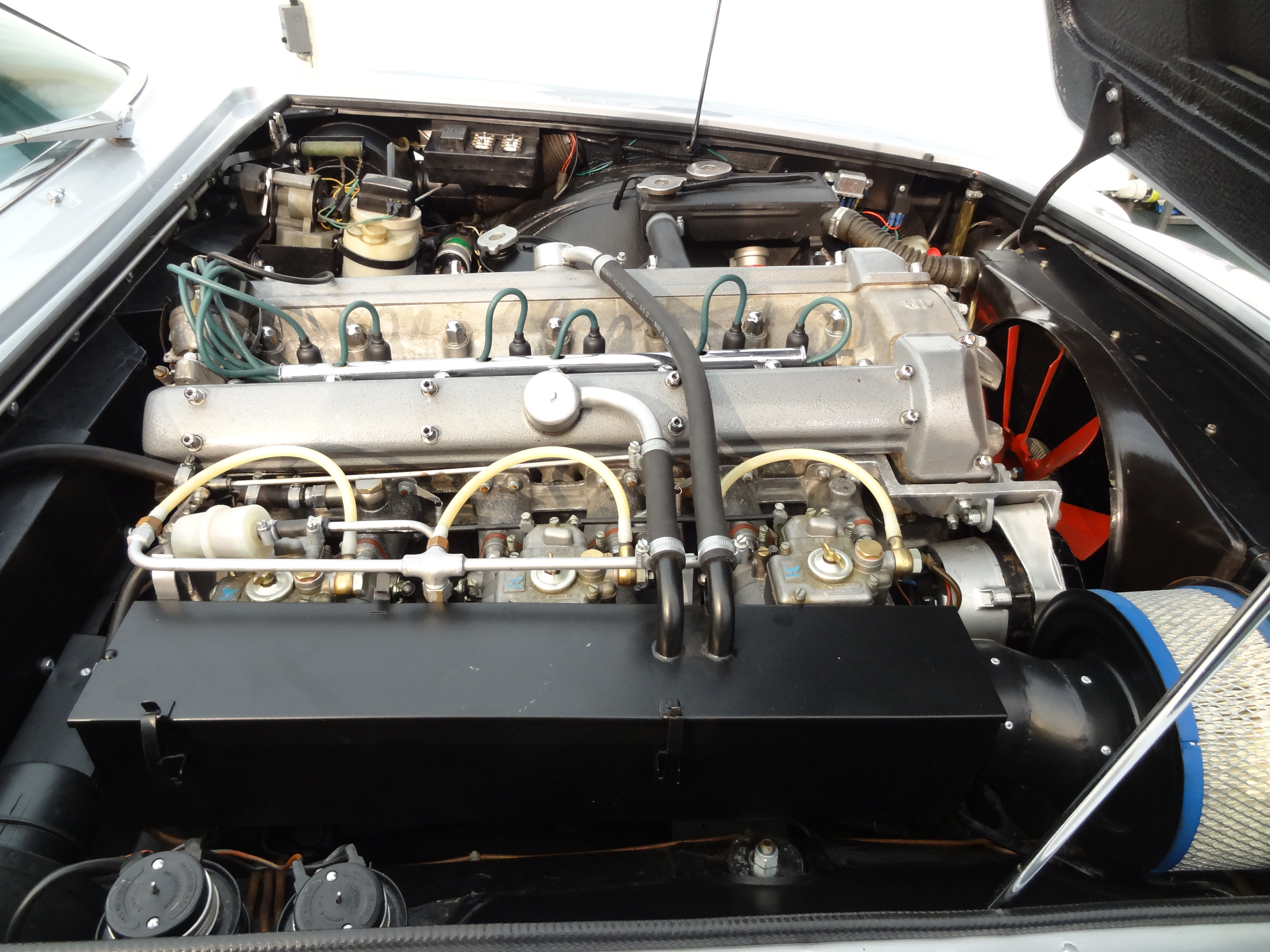
De zescilindermotor van de Aston Martin Vantage

De Vantage uit 1972 was in feite een Aston Martin DBS V8 maar dan uitgerust met een aangepaste zescilindermotor in plaats van een V8-motor. Net als de Aston Martin V8 uit 1972 kreeg de zescilinder Vantage een nieuwe voorkant met twee individuele koplampen en een radiatorrooster in de stijl van de DB6.
De reden voor het hernoemen van de wagen was een verandering van eigenaar. Toen David Brown om financiële redenen Aston Martin in 1972 moest verkopen aan Corporate Developments wou het nieuwe management alle verwijzingen naar David Brown (DB) wissen. Daarom werd de Aston Martin DBS de Vantage, terwijl de verder identieke achtcilinder DBS V8 de Aston Martin V8 werd.
De Vantage was de laatste Aston Martin met spaakwielen. Het was ook de laatste zescilinder Aston Martin tot de introductie van de DB7 in 1993. De Vantage kende geen groot succes omdat de Aston Martin V8 er vrijwel identiek uitzag en bovendien veel performanter was. Van de Vantage werden er slechts 71 exemplaren geproduceerd.